# Idiops opifex
Idiops opifex là một loài nhện trong họ Idiopidae.
Loài này thuộc chi Idiops. Idiops opifex được Eugène Simon miêu tả năm 1889.